# Гилрой
Гилрой (на английски: Gilroy) е град в окръг Санта Клара в Района на Санфранциския залив, щата Калифорния, Съединените американски щати.

## География
Има население от 41 464 души (2000) и обща площ от 41,1 кв. км (15,9 кв. мили).